# Шаркыратма
Шаркыратма (кирг. Шаркыратма) — село в Кара-Кульджинском районе Ошской области Кыргызстана. Входит в состав Ылай-Талинского айылного аймака.

## География
Село расположено в северной части области, к востоку от реки Кызыл-Суу (левый приток реки Тар), на расстоянии приблизительно 9 километров (по прямой) к юго-юго-востоку от села Кара-Кульджа, административного центра района.

## Население
Согласно оценочным данным Национального статистического комитета Кыргызской Республики, численность населения села на начало 2023 года составляла 521 человек.
| год     | 2009 | 2014 | 2015 | 2020 | 2021 | 2023 |
| ------- | ---- | ---- | ---- | ---- | ---- | ---- |
| человек | 523  | 457  | 469  | 490  | 495  | 521  |